# Шагинян, Арташес Липаритович
Арташе́с Липари́тович Шагиня́н (арм. Արտաշես Լիպարիտի Շահինյան, 1906—1978) — армянский советский математик.

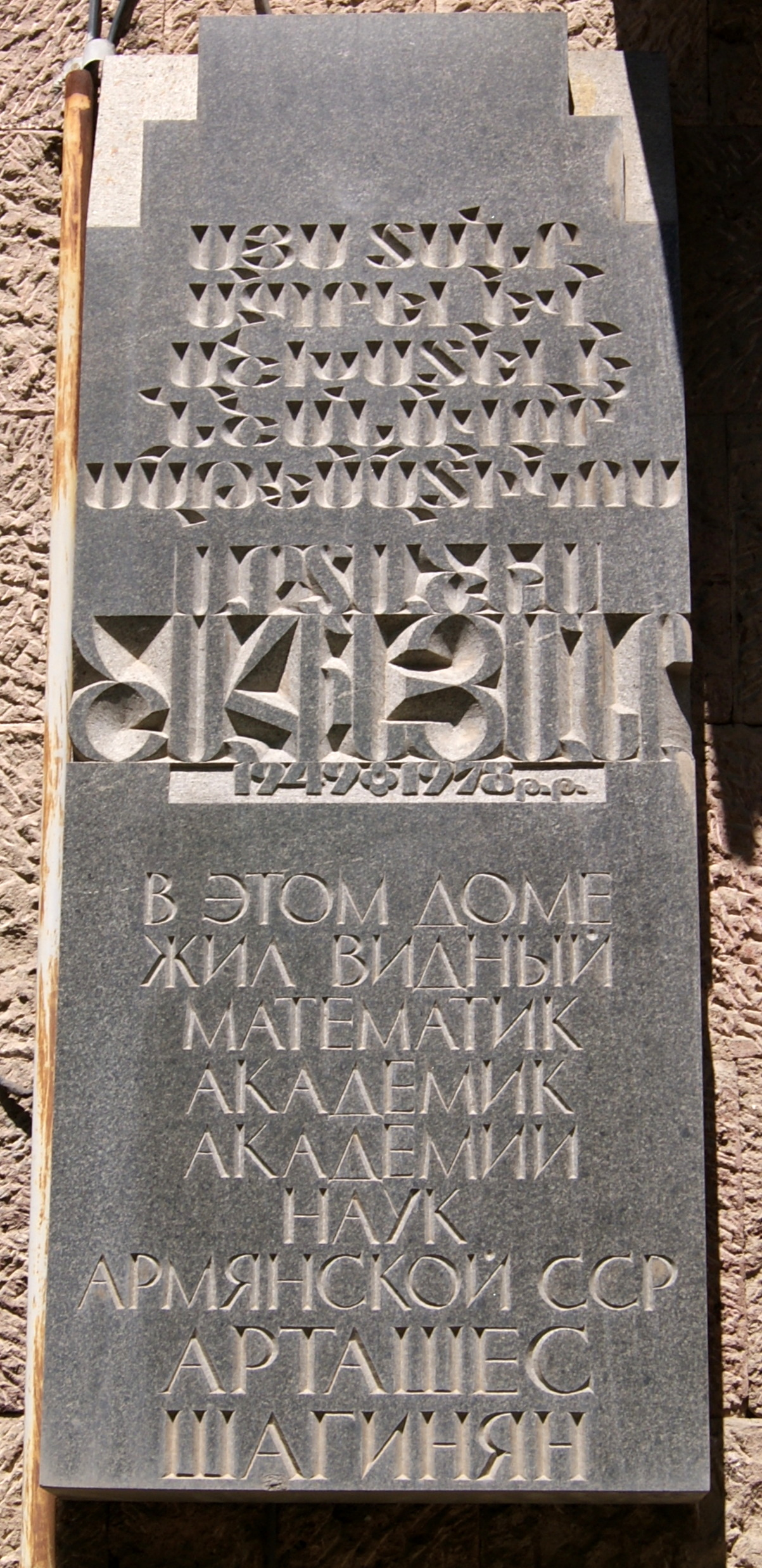
Мемориальная доска Арташеса Шахиняна на проспекте Баграмяна в Ереване

Действительный член АН Армянской ССР (1947, член-корреспондент с 1945). Доктор физико-математических наук (1944), профессор (1939).

## Биография
Родился 19 декабря 1906 года в г. Александрополь (ныне — Гюмри).
В 1929 году окончил физико-математический отдел педагогического факультета Ереванского государственного университета (ЕГУ).
В 1939 году защитил диссертацию на соискание ученой степени кандидата физико-математических наук. Профессор с 1939 года.
В 1944 году защитил диссертацию на соискание ученой степени доктора физико-математических наук
В 1929—1978 годах преподавал в ЕГУ. В 1939—1942 годах — декан физико-математического факультета. Руководил кафедрами геометрии (1938—1944), теории функций и математического анализа (1944—1978).
Занимал должности заведующего сектором математики и механики АН Армянской ССР (1945—1955), директора Института математики и механики АН Армянской ССР (1955—1971), академика-секретаря Отделения физико-математических наук и член Президиума АН (1950—1963).
В 1965 году основал Ереванскую физико-математическую школу при ЕГУ (школа носит его имя).
Был депутатом Верховного Совета Армянской ССР VII и VIII созывов.
Умер 14 мая 1978 года в Ереване.

## Награды и звания
- Два ордена Трудового Красного Знамени (1953, 1971)
- Орден Дружбы народов (19.01.1977) — за заслуги в развитии математической науки, подготовке научных кадров и в связи с семидесятилетием со дня рождения[3]
- Заслуженный деятель науки Армянской ССР (1961)
- Медаль «За трудовую доблесть» (1946)[4].